# Немчавци
Немчавци (словен. Nemčavci, мађ. Lendvanemesd) су насељено место у општини Мурска Собота, Помурска регија, Словенија.

## Историја
До територијалне реорганизације у Словенији били су у саставу старе општине Мурска Собота.

## Становништво
У попису становништва из 2011. године, Немчавци су имали 245 становника.
| Број становника према пописима | Број становника према пописима | Број становника према пописима |
| ------------------------------ | ------------------------------ | ------------------------------ |
| 1991                           | 2002                           | 2011                           |
| 287                            | 267                            | 245                            |